# Лербрук
Лербрук (нід. Leerbroek) — село в нідерландській провінції Утрехт. Входить до муніципалітету Вейфгеренланден.
Його площа становить 3,59 км², а населення станом на 2021 рік складало 1 085 осіб.
До 1986 року мало статус окремого муніципалітету.

## Галерея

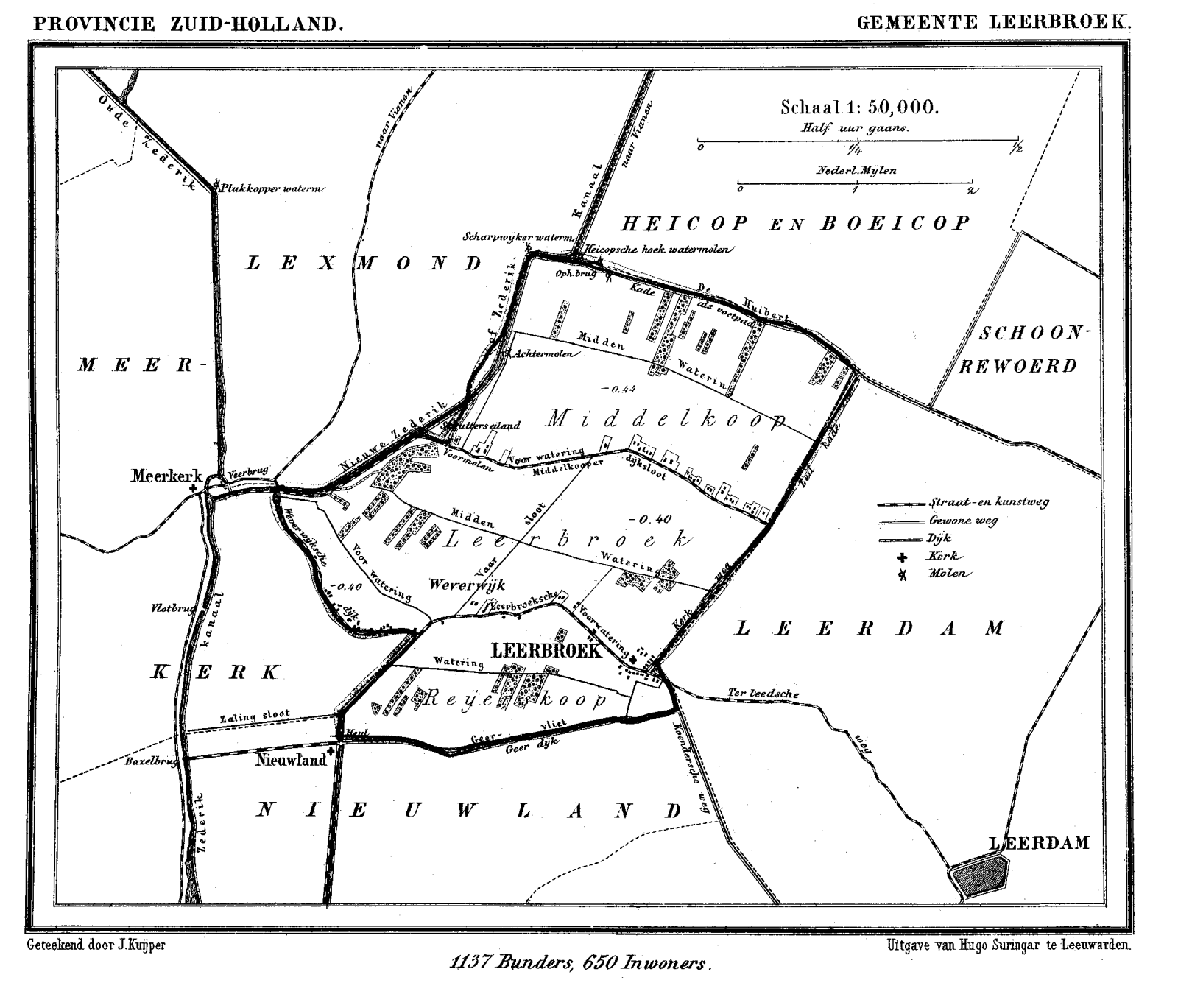
Мапа муніципалітету (1866)
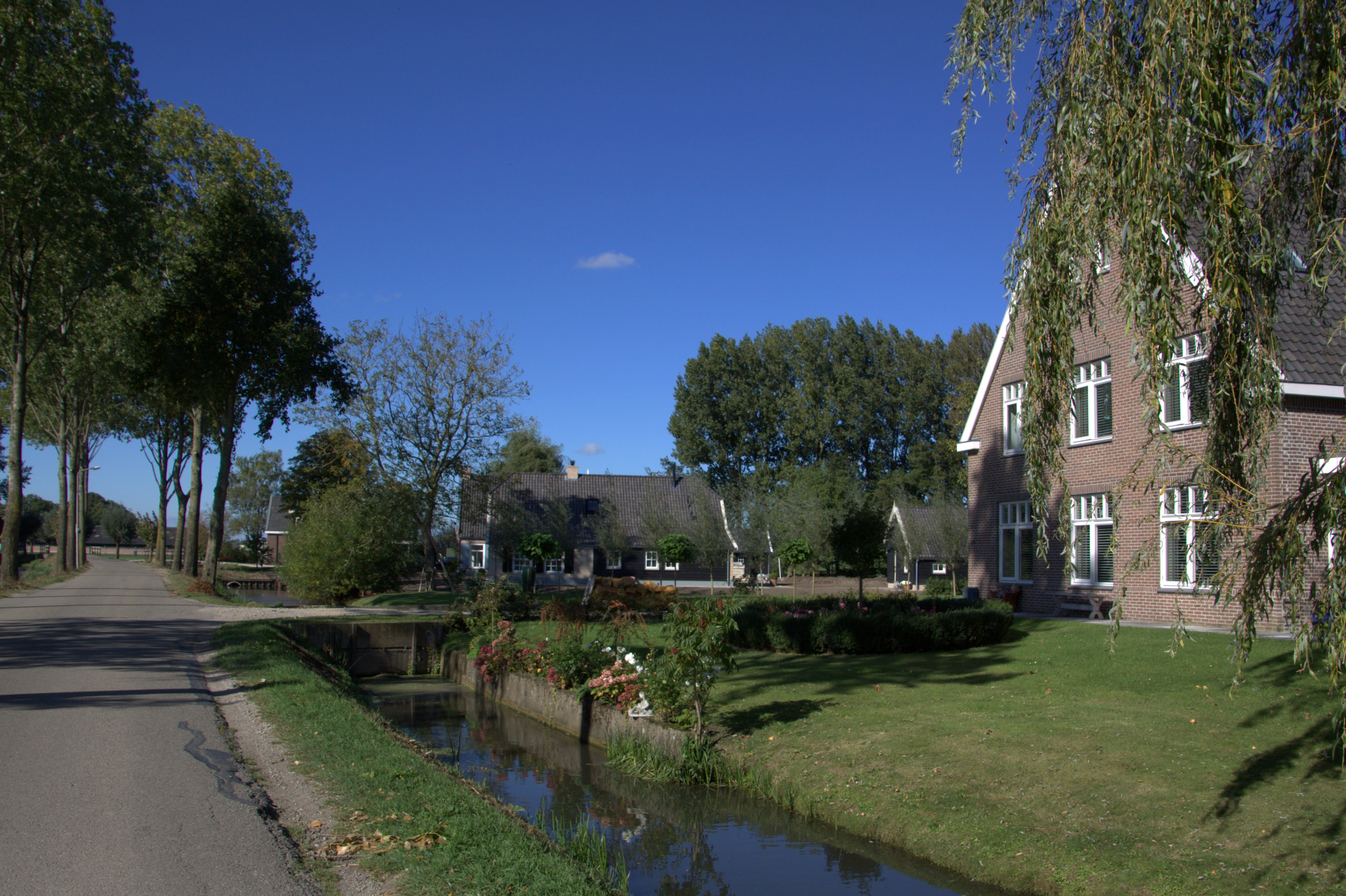
Ферми у Лербруці
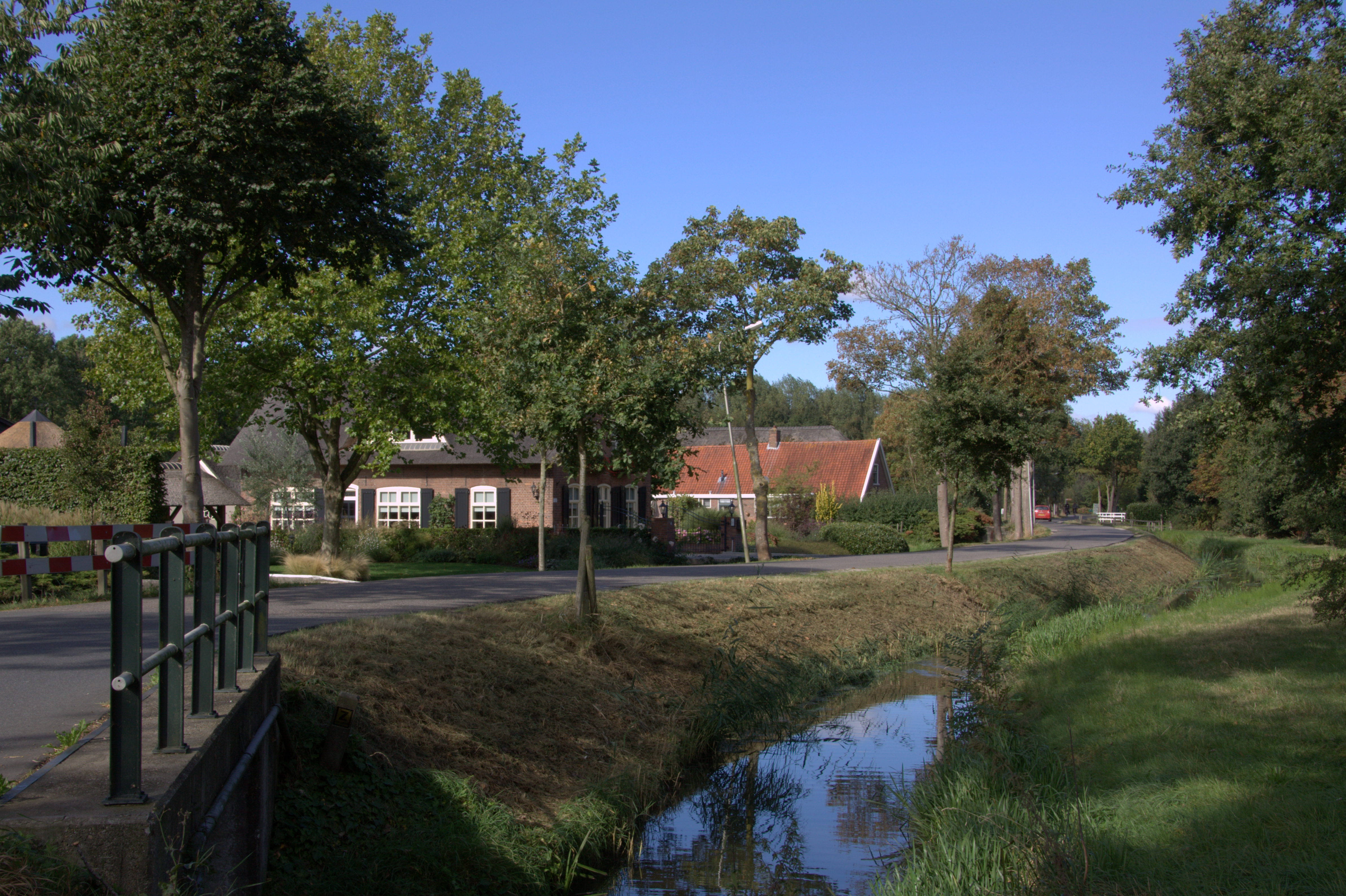
Ферми у Лербруці
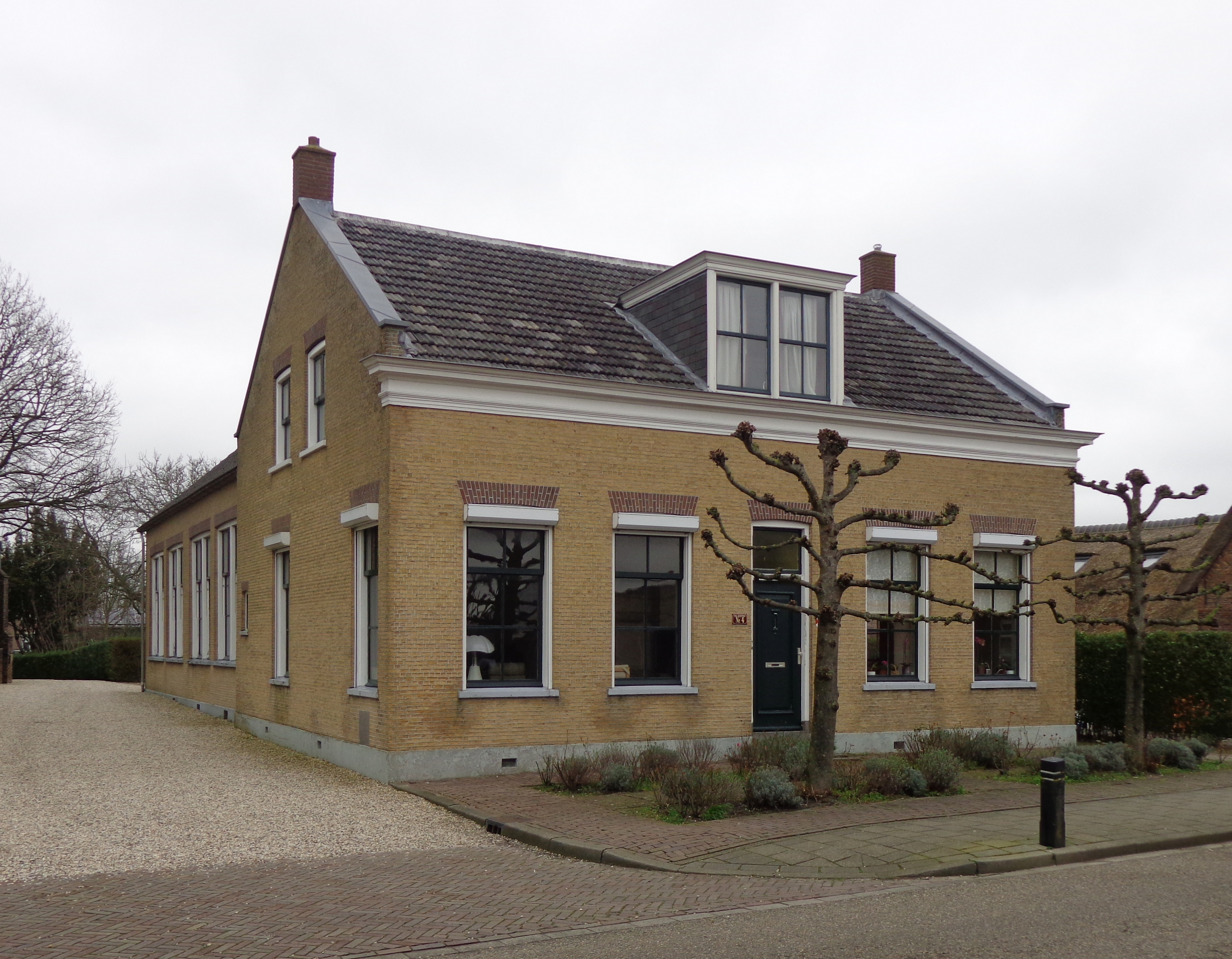
Сільський будинок